# Andrej Čerkasov
Andrej Čerkasov (Ufa, 4. srpnja 1970.), ruski tenisač.

## Vanjske poveznice
- Andrej Čerkasov na Association of Tennis Professionals
- Andrej Čerkasov na International Tennis Federation  Arhivirana inačica izvorne stranice od 5. lipnja 2011. (Wayback Machine)
- Andrej Čerkasov na Davis cup